# 横須賀町 (豊橋市)
横須賀町（よこすかちょう）は、愛知県豊橋市の地名。

## 地理
豊橋市北西部に位置する。東は下地町、西は川崎町、南は三ツ相町・北島町、北は下五井町・瓜郷町に接する。

### 河川・池沼
- 豊川[1]
- 江川[1]

### 交通
- 東海道新幹線[1]
- JR東海道本線[1]
- 飯田線[1]
- 名鉄名古屋本線[1]

### 施設
- 豊橋市立津田小学校[1]
- 津田保育園[1]
- 進雄神社[1]
- 曹洞宗歓喜寺[1]

- JR東海下地駅
- 市立津田小学校

### 通学区域
|      | 小学校             | 中学校             | 高等学校 |
| ---- | ------------------ | ------------------ | -------- |
| 全域 | 豊橋市立津田小学校 | 豊橋市立北部中学校 | 三河学区 |

## 歴史

### 沿革
- 江戸時代 - 三河国宝飯郡横須賀村として所在[2]。吉田藩領[2]。
- 1878年（明治11年） - 津田村の一部となる[2]。
- 1932年（昭和7年） - 宝飯郡下地町大字津田の一部より、豊橋市横須賀町が成立[2]。

### 人口の変遷
国勢調査による人口および世帯数の推移。
| 1995年（平成7年）  | 370世帯 1192人 |  |
| 2000年（平成12年） | 402世帯 1238人 |  |
| 2005年（平成17年） | 434世帯 1256人 |  |
| 2010年（平成22年） | 435世帯 1198人 |  |
| 2015年（平成27年） | 405世帯 1067人 |  |
| 2020年（令和2年）  | 454世帯 1113人 |  |

### WEB
1. 1 2  総務省統計局 (2022年2月10日). “令和2年国勢調査の調査結果(e-Stat) - 男女別人口，外国人人口及び世帯数－町丁・字等” (CSV). 2023年8月2日閲覧。
2. ↑  “愛知県豊橋市の町丁・字一覧”.   人口統計ラボ. 2023年4月13日閲覧。
3. ↑  “読み仮名データの促音・拗音を小書きで表記するもの(zip形式) 愛知県” (zip).   日本郵便 (2024年2月29日). 2024年3月26日閲覧。
4. ↑  “市外局番の一覧” (PDF).   総務省 (2022年3月1日). 2022年3月22日閲覧。
5. ↑  “ナンバープレートについて”.   一般社団法人愛知県自動車会議所. 2024年1月21日閲覧。
6. 1 2  豊橋市教育部学校教育課 (2025年4月1日). “校区早見表（R7.4.1現在）” (PDF).   豊橋市. 2025年7月14日閲覧。
7. ↑  総務省統計局 (2014年3月28日). “平成7年国勢調査の調査結果(e-Stat) - 男女別人口及び世帯数 －町丁・字等” (CSV). 2021年7月20日閲覧。
8. ↑  総務省統計局 (2014年5月30日). “平成12年国勢調査の調査結果(e-Stat) - 男女別人口及び世帯数 －町丁・字等” (CSV). 2021年7月20日閲覧。
9. ↑  総務省統計局 (2014年6月27日). “平成17年国勢調査の調査結果(e-Stat) - 男女別人口及び世帯数 －町丁・字等” (CSV). 2021年7月21日閲覧。
10. ↑  総務省統計局 (2012年1月20日). “平成22年国勢調査の調査結果(e-Stat) - 男女別人口及び世帯数 －町丁・字等” (CSV). 2021年7月21日閲覧。
11. ↑  総務省統計局 (2017年1月27日). “平成27年国勢調査の調査結果(e-Stat) - 男女別人口及び世帯数 －町丁・字等” (CSV). 2021年7月21日閲覧。

### 書籍
1. 1 2 3 4 5 6 7 8 9 10 11 12  「角川日本地名大辞典」編纂委員会 1989, p. 1798.
2. 1 2 3 4  「角川日本地名大辞典」編纂委員会 1989, p. 1390.